# Івано-Франківський національний академічний Гуцульський ансамбль пісні і танцю «Гуцулія»
Івано-Франківський національний академічний Гуцульський ансамбль пісні і танцю «Гуцулія» — професійний вокально-хореографічний колектив.

## Історія та творча діяльність
Засновано 1939 року в Станіславі (нині Івано-Франківськ) відомим українським композитором та культурним діячем Ярославом Барничем. У травні 1940 року ансамбль показав свою першу програму в Станіславі. У 1941 році — з початком війни — ансамбль припинив діяльність.
Наприкінці літа 1944 року, після визволення краю від нацистських загарбників, колектив відновив діяльність. Відродження Гуцульського ансамблю пов'язують з іменами Дмитра Котка (художній керівник), Ярослава Чуперчука (балетмейстер), Михайла Магдія (диригент), Володимира Антоновича (диригент), Мирона Юрасика, Остапа Роп'яника, Дмитра Тисяка, Антона Жовтонозького.

Гуцульський ансамбль під орудою Дмитра Котка.
Кінець 40-х років

Початковий творчий склад колективу — 50 чоловік, зокрема змішаний хор, танцювальна група, оркестр народного типу. На довгі роки кістяком колективу стають Василь Гаврилюк, Василь Мельник, Нестор Костецький, Остап Роп'яник, Володимир Андріїв, Ганна Попова, Павло Барчук, Іван Долинський,  Володимир Петрик, Василина Чуперчук, Василь Дрекало.
В 1956—1970 роках, на новий якісний рівень ансамбль вивів Михайло Гринишин. З початку 1980-х років художнім керівником ансамблю є народний артист України, професор Петро Князевич.
Ансамбль збирає, художньо обробляє та пропагує гуцульську народну творчість, створює нові пісні, танці і театралізовані вокально-хореографічні картини з життя Гуцульщини. В репертуарі ансамблю є також твори української, російської і зарубіжної класики. Гуцульський ансамбль пісні і танцю за період свого існування провів понад 10 тисяч концертів у різних країнах світу: Англії, Німеччині, Румунії, Польщі, Угорщині, Італії, Канаді.

З 18 липня 2011 цілісний майновий комплекс ансамблю переданий до сфери управління Міністерства культури України.

## Нагороди
Колектив є лауреатом багатьох міжнародних конкурсів:
• Міжнародний огляд-конкурс художніх колективів у Санкт-Петербурзі.
• Міжнародний фестиваль у Румунії.
• Міжнародний фестиваль народної творчості в Угорщині.
• V Міжнародний фестиваль у м. Фівіціане (Італія, 2002 р.).
• Міжнародний фестиваль української культури в м. Сопот (Польща, 2003—2004 рр.).
• На Всеукраїнському конкурсі хореографічних професійних колективів ім. П.Вірського (2010 р.) ансамбль був визнаний одним з найкращих колективів України.
З особливим успіхом великі сольні програми ансамбль відпрацював у Польщі (2011 р.) з нагоди днів культури України в Польщі: Міністерство культури Польщі запросило Гуцульський ансамбль виступити в залі Варшавської філармонії — найкращому концертному залі Європи.
Указом Президента України від 9.12.2009 р. № 1023/2009 колективу присвоєно статус Національного, та відповідно до цього — окремої юридичної особи.

## Афіші
|                                                                  |  |                                                     |  | |  |
| Одна з перших повоєнних афіш Гуцульського ансамблю пісні і танцю |  | Афіша Гуцульського ансамблю пісні і танцю 1965 року |  | Афіша Гуцульського ансамблю пісні і танцю до виступу в Кремлівському театрі в Москві 13-14 лютого 1965 року |  |